# O Velho do Restelo (Columbano)
O Velho do Restelo é uma pintura a óleo sobre tela de 1904 do artista português Columbano Bordalo Pinheiro (1857-1929), obra que foi criada para a Sala Camões, do Museu Militar de Lisboa, onde permanece.
A pintura representa o episódio concebido por Luís de Camões em Os Lusíadas, nas estrofes do Canto IV, em que, aquando da partida de Lisboa da frota comandada por Vasco da Gama, um Velho se insurgiu contra o empreendimento das Descobertas.

## Descrição
O Velho maledicente (que se encontra mais pormenorizado no desenho preparatório) de longas barbas figura entre as pessoas que se despedem da armada de Vasco da Gama, apoiando-se numa bengala com a sua mão esquerda, e levantando a outra em direcção ao bote que se afasta com os últimos marinheiros que se preparam para embarcar nas naus, praguejando contra a aventura marítima - "Ó glória de mandar! ó vã cobiça/ Desta vaidade a quem chamamos fama!".
Segundo Almeida Coutinho, nas composições históricas, como no Velho do Restelo, não é o traço que se impõe, mas a admirável orquestração de tons surdos, quase opacos, numa subordinação de valores, rara, que atira com o branco do hábito do monge para bem longe do que é branco puro.

### Desenhos preparatórios
Segundo Maria Jesús Ávila, o MNAC possui desenhos preparatórios de duas das obras que encomendaram a Columbano para decorar a Sala Camões do Museu Militar de Lisboa, sendo uma delas O Velho do Restelo. Para esta obra Columbano elaborou um esboço de pormenor do batel e, para a composição geral, elaborou dois desenhos muito semelhantes. Em ambos, uma fina linha define os grupos de personagens, a linha do horizonte e a perspectiva. Num deles joga com a tendência horizontal no batel e com a rígida verticalidade do grupo que se despede, e no outro desenho a composição torna-se dinâmica, mercê das diagonais adoptadas no batel e nas velas da nau em fundo e pelas outras diagonais, contrárias a estas, que o corpo do Velho descreve.
Os vários desenhos preparatórios de Columbano que o MNAC possui, bem como estudos de arquitectura, de cenografias e outros apontamentos, comprovam o papel que o desenho desempenha na obra de Columbano: servir de campo de ensaio para a pintura.

## O Velho do Restelo emOs Lusíadas
O episódio do Velho do Restelo ocorre nas estrofes 94 e seguintes do Canto IV. Segundo alguns, pela boca do Velho do Restelo, eloquente, filosófico e também político, Luís de Camões manifesta a sua predilecção pela política africana, em detrimento da expansão para o Oriente.  O episódio entrou depois no imaginário português passando a significar o conservadorismo, o mau agoiro, a má vontade e a falta de espírito de aventura, frente a projectos originais que exigem alguma ousadia e gastos de recursos.
«Mas um velho, de aspeto venerando,

Que ficava nas praias, entre a gente,

Postos em nós os olhos, meneando

Três vezes a cabeça, descontente,

A voz pesada um pouco alevantando,

Que nós no mar ouvimos claramente,

Cum saber só de experiências feito,

Tais palavras tirou do experto peito:

«Ó glória de mandar, ó vã cobiça

Desta vaidade a quem chamamos Fama!

Ó fraudulento gosto, que se atiça

C´uma aura popular, que honra se chama!

Que castigo tamanho e que justiça

Fazes no peito vão que muito te ama!

Que mortes, que perigos, que tormentas,

Que crueldades neles experimentas!